# Louis Tregardt
Louis Johannes Tregardt (från svenska: trädgård), även stavat Trichardt, född 10 augusti 1783 i Oudtshoorn, Kapkolonin, död 25 oktober 1838 i Maputobukten var en svenskättling, bonde och voortrekkerledare.  För att undkomma brittiskt kolonialt styre emigrerade han år 1834 för att leva med Xhosafolket för att sedan korsa Oranjefloden in till neutralt område. Han deltog i det stora trekket och tillsammans med Lang Hans van Rensburg inledde dessa två trekkgrupper i en nordlig vandring tidigt år 1836. Louis Tregardt ledde en liten grupp av emigranter som bestod av 7 boerbönder tillsammans med deras fruar och 34 barn, slavar och bantutjänare in i det outforskade sydafrikanska inlandet och etablerade en bosättning vid foten av berget Soutpansberg. 
Vid gruppens nordligaste punkt blev tillståndet allt mer ohälsosamt och såväl människor och djur började drabbas. Efter att Rensburgs grupp avvikit kände de sig allt mer övergivna, långt ifrån såväl proviant och köpare av gruppens elfenben. Tregardt övergav därför bosättningen för att ta gruppen till den portugisiska utposten vid Maputobukten, vilket senare kom att bli Maputo, dagens huvudstad i Moçambique. Havsrutten visade sig vara väldigt utmanande och innebar svårigheter att ta sig igenom området vid norra Drakensberg. Gruppen nådde sedan Maputo när de drabbades av malaria varvid Tregardts fru omkom i sjukdomen i maj 1838 vilket följdes av Tregardts egen död sex månader senare.